# Hessischer Wasserverband Diemel
Der Hessische Wasserverband Diemel ist ein Wasser- und Bodenverband nordwestlich von Kassel an der Grenze zu Nordrhein-Westfalen. Er ist für seine Verbandsgewässer Diemel, Twiste, Erpe und Warme einschließlich deren Nebengewässern zuständig. Als bedeutende Bauwerke betreut der Verband die Twistetalsperre und ein Hochwasserrückhaltebauwerk. Die direkt auf der Landesgrenze liegende Diemeltalsperre gehört bzgl. der Unterhaltspflicht der Wasserstraßen- und Schifffahrtsverwaltung des Bundes und dient zusammen mit der Edertalsperre der Wasserversorgung des Mittellandkanals.

## Gründung
Der Verband wurde als Folge der Heinrichsflut vom 16./17. Juli 1965 vom Regierungspräsident in Kassel gegründet. Die Flut hatte im Diemel- und Twisteraum dramatische Auswirkungen, die neben Millionenschäden auch Menschenleben gekostet hatten. Seinen Sitz hat der am 12. September 1969 gegründete Verband in Liebenau. Sein Verbandsgebiet im Umfeld der Diemel ist auf das hessische Landesgebiet beschränkt. Der Diemelanteil in NRW wird durch den Diemelwasserverband abgedeckt.

## Aufgaben
Der Verband ist zuständig für den Hochwasserschutz seiner Verbandsgewässer und deren laufende Unterhaltung einschließlich des Ausbaus und der Renaturierung. Weitere Aufgaben sind der Bau und die Unterhaltung von Anlagen an diesen Gewässern und der Erhalt von bedeutenden kulturhistorischen Wasserbauwerken im Verbandsgebiet. Durch das Verbandsgebiet zwischen Korbach und Bad Karlshafen fließt als Hauptvorfluter die Diemel und sein größter Nebenlauf die Twiste. Weitere Nebenläufe sind die Erpe und die Warme. In der Gesamtheit beträgt die Fläche des Einzugsgebiets der Diemel bis zur Mündung in die Weser rund 1760 km².
Das Diemelgebiet hat Mittelgebirgscharakter mit Hügelketten bis zu 400 Meter Höhe. Zum Teil tief eingeschnittene Täler und steile Talflanken begünstigen einen schnellen Abfluss, wodurch das Abflussverhalten der Diemel im Vergleich zu anderen Gewässern in Nordhessen sehr dynamisch ist. Mit außergewöhnlich hohen Spitzen zeigen Hochwässer häufig einen steilen Anstieg mit einem ebenso starken Abfall. Nur an wenigen Stellen können Hochwässer in der Größenordnung einer 10- bis 20-jährigen Eintrittswahrscheinlichkeit sicher abgeführt werden, sodass fast alle an der Diemel gelegenen Orte bei Hochwasser zu großen Teilen überflutet werden. Dies wird durch die Stauwehre vieler kleiner bis mittlerer Wasserkraftanlagen und die teilweise zu kleinen Durchflussöffnungen an Brücken noch gefördert.
Als direkte Folge der Heinrichsflut war die Twistetalsperre gebaut und 1981 eingeweiht worden. Mit ihrem Hochwasserschutzraum kann sie die Hochwasserspitzen mildern. Dazu trägt auch die zweite größere Baumaßnahme des Wasserverbands bei, das Hochwasserrückhaltebecken Ehringen an der Erpe. Die im Diemeltal bei Heringhausen seit 1923 bestehende Diemeltalsperre kann das Abflussgeschehen nicht wesentlich beeinflussen. Sie gehört nicht zum Wasserverband, sondern wird von der Wasserstraßen- und Schifffahrtsverwaltung des Bundes verwaltet und betrieben. Sie dient zusammen mit der Edertalsperre der Wasserversorgung des Mittellandkanals.